# Cerro Itamut
El cerro Itamut es una montaña localizada al oeste de la provincia de Bocas del Toro, al oeste de Panamá, muy cerca de la frontera con Costa Rica, dentro de la Cordillera Central.

## Geografía
Tiene una altura de 3279 m y es la tercera elevación más alta del país. Está ubicada en la provincia de Bocas del Toro, distrito de Changuinola.